# بيتي تريانون

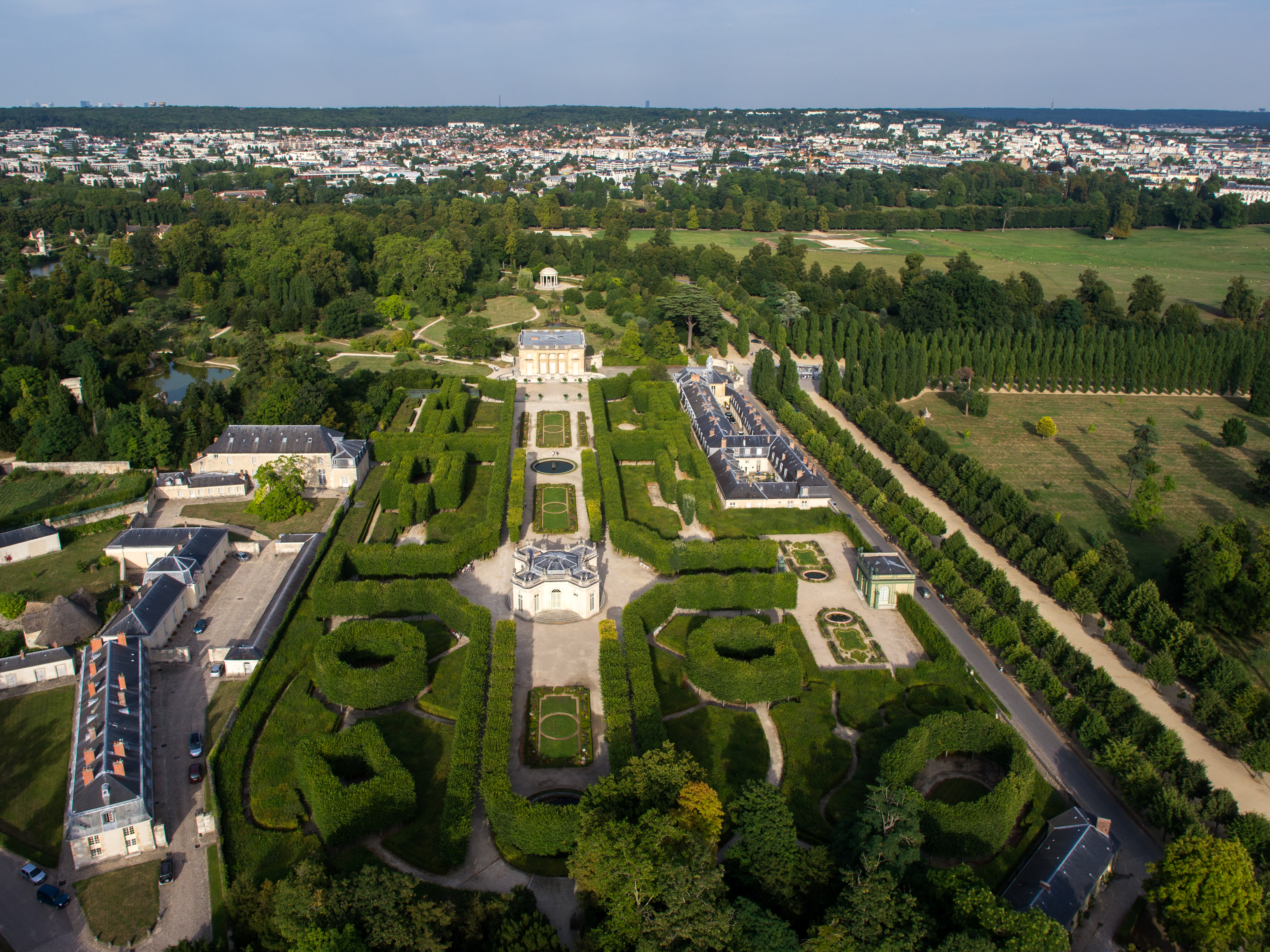
منظر جوي لحدائق بيتي تريانون. يقع القصر في المركز ، ويقع معبد de l'Amour في الخلف ، ويقع العلم الفرنسي في المقدمة من نفس المنظور.

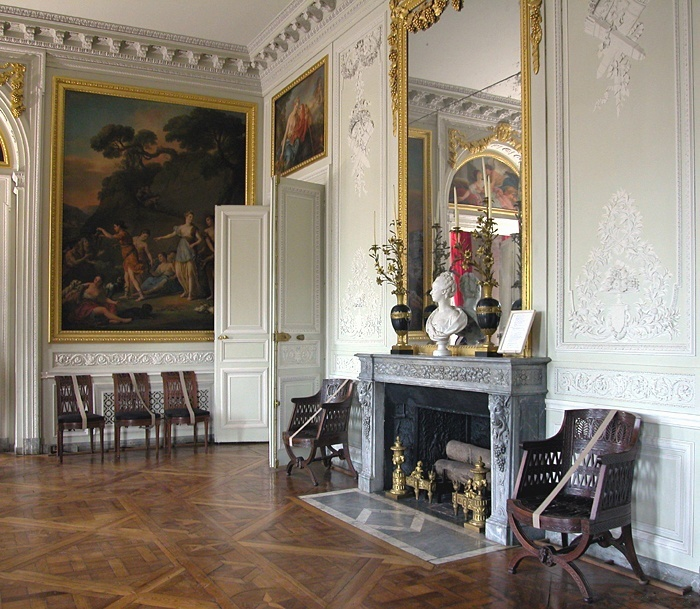
صالة الطعام (غرفة الطعام): مراجل منحوتة بدقة بدون تذهيب ، مطلية ببساطة لتكمل قطعة مدخنة بلو توركين

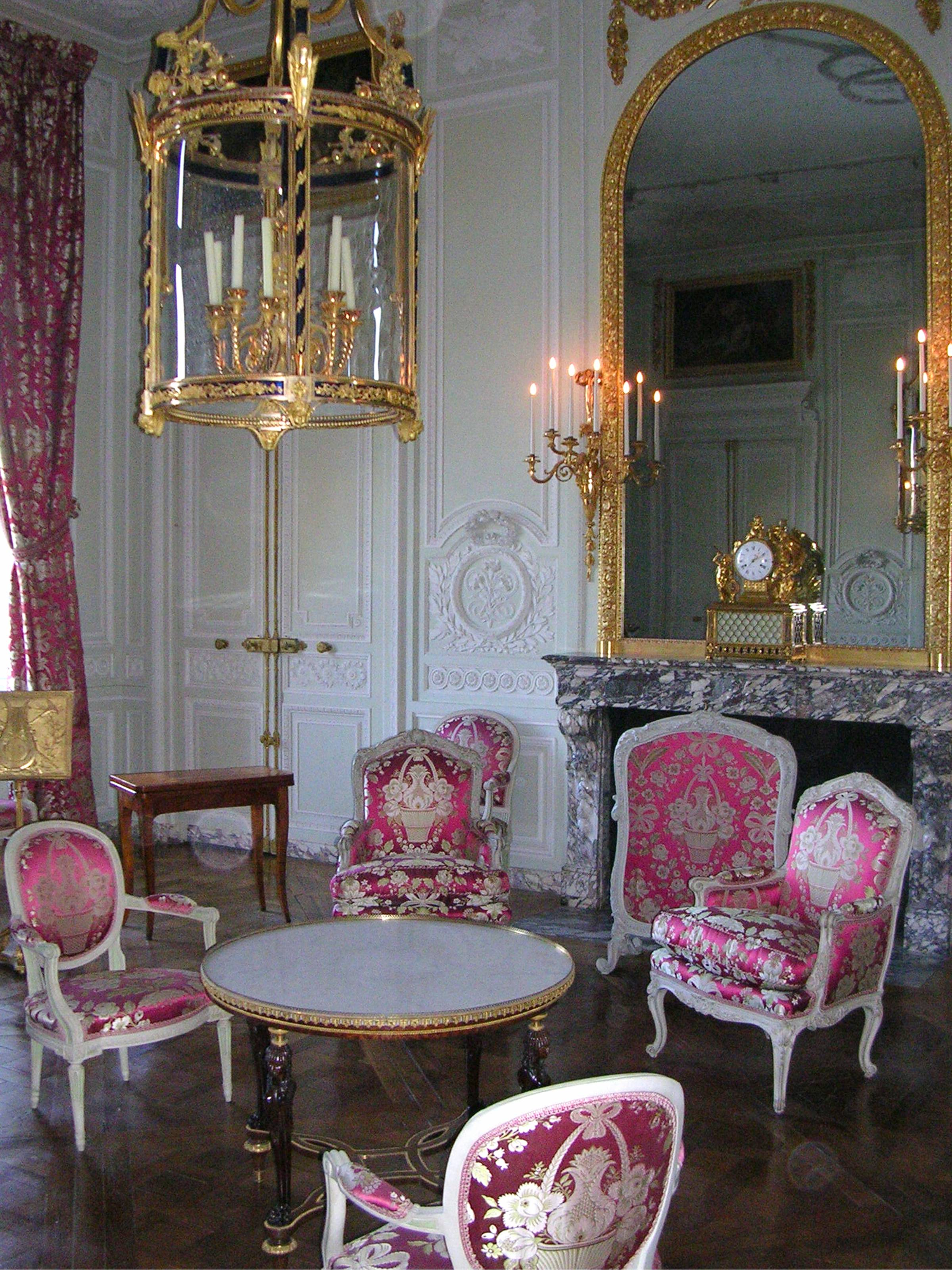
الصالون

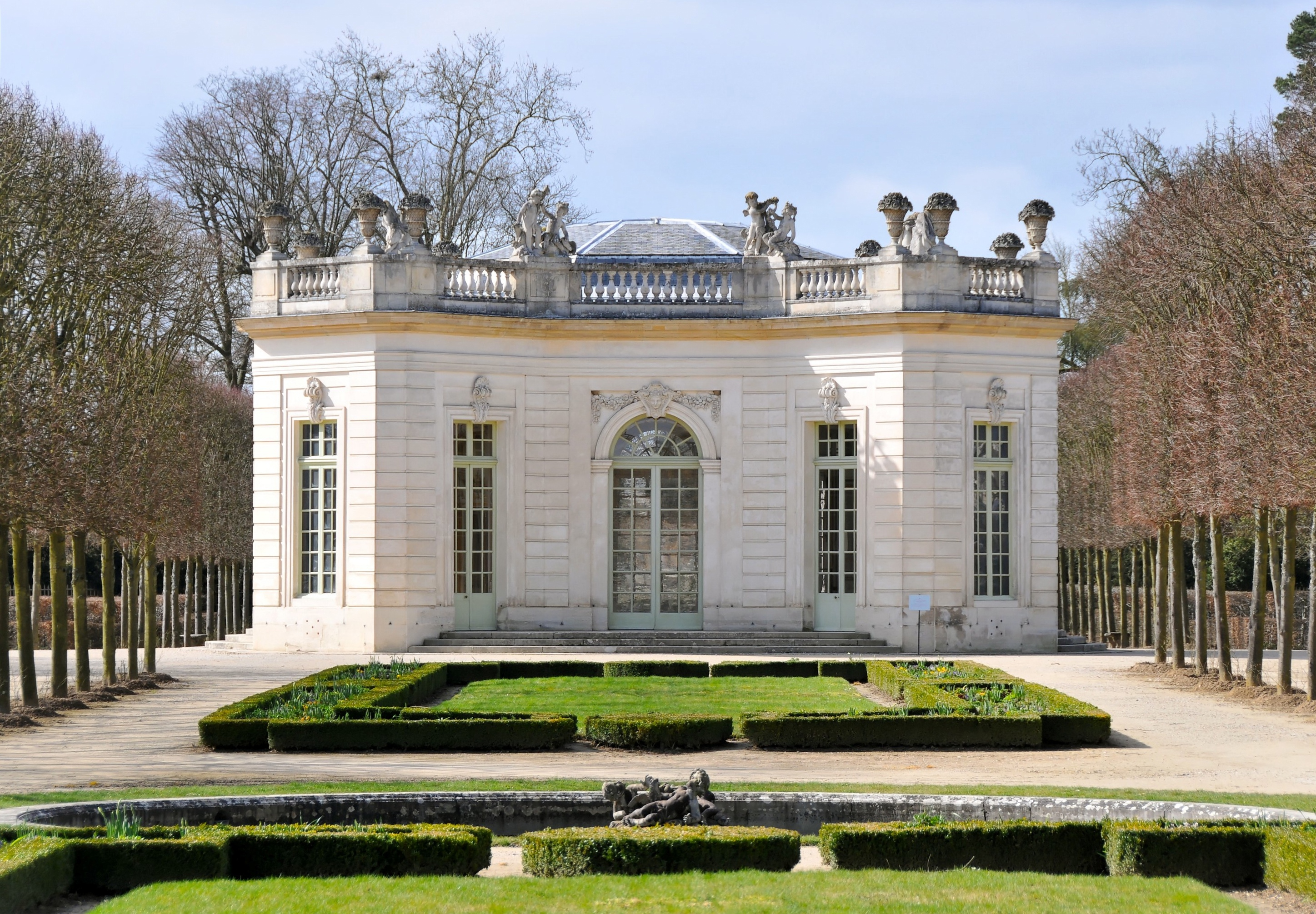
الجناح الفرنسي

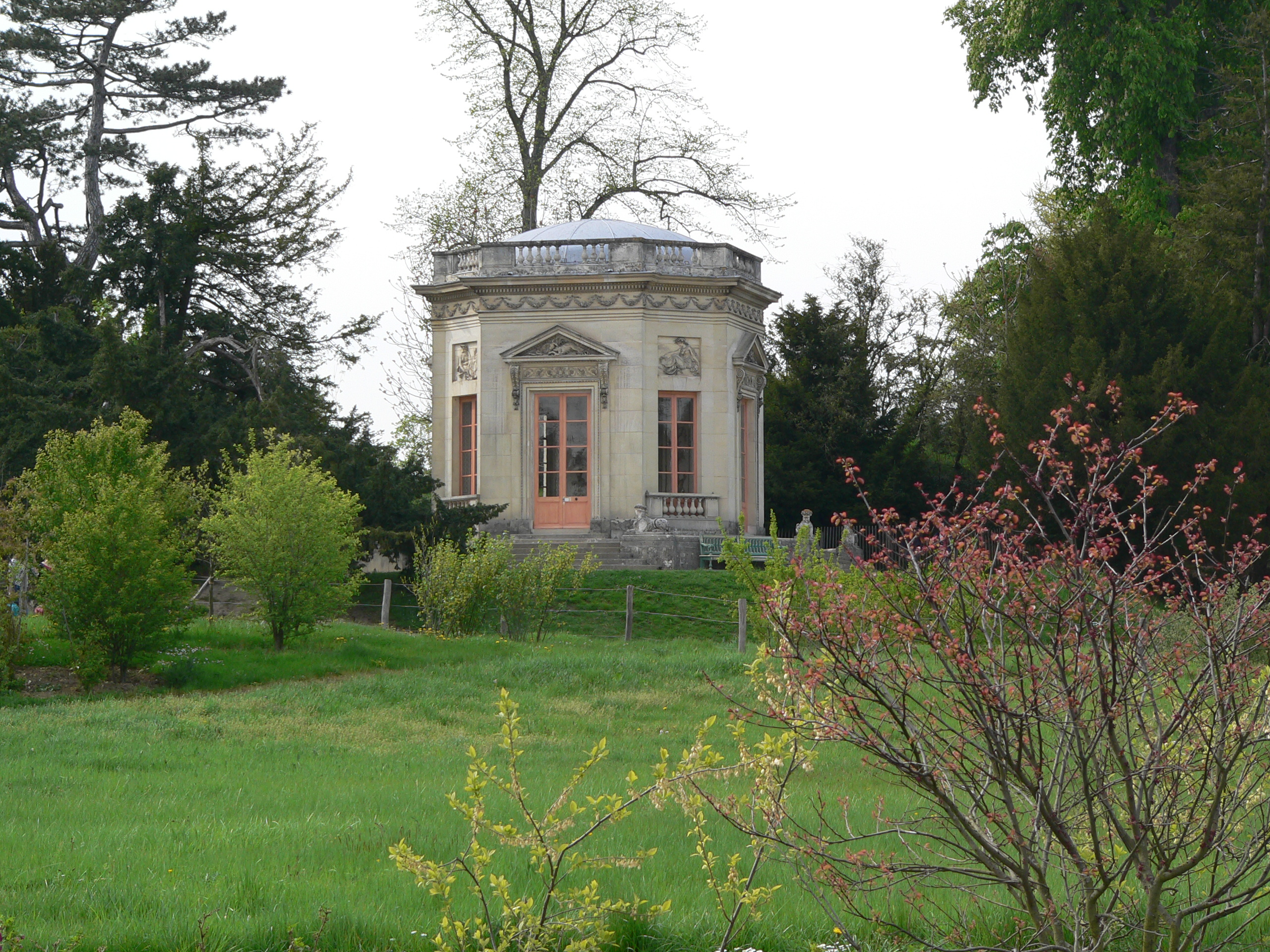
بلفيدير في الحديقة

بيتي تريانون هو قصر من طراز كلاسيكي حديث يقع في أراضي قصر فرساي بمدينة فرساي في فرنسا، تم بناء القصر بين عامي 1762 و 1768 في عهد الملك لويس الخامس عشر ملك فرنسا. بُني بيتي تريانون في أكبر ملاذ للحديقة الملكية التي تُعرف باسم جراند تريانون.

## التصميم والبناء
تم بناء «بيتي تريانون» في موقع حديقة نباتية قام بتجميلها الملك لويس الخامس عشر قبل حوالي عقد من الزمن، داخل أراضي جراند تريانون، وهو ملاذ لويس الرابع عشر من قصر فرساي إلى الجنوب الشرقي. وتم تصميم القصر من قبل آنج جاك جابرييل بأمر من لويس الخامس عشر لعشيقته طويلة الأمد، مدام دو بومبادور، حيث تم بناؤه بين عامي 1762 و 1768. ثم ماتت مدام دو بومبادور قبل أربع سنوات من إكتمال البناء، فأستولت المدام دو باري المكان لاحقًا. فأعطى لويس السادس عشر عند توليه العرش في عام 1774، والبالغ من العمر 20 عامًا القصر والحديقة المحيطة به إلى الملكة ماري أنطوانيت البالغة من العمر 19 عامًا لاستخدامه والتمتع به بشكلاً خاص. 
يُعد «بيتي تريانون» مثالًا مشهورًا على الانتقال من أسلوب الروكوكو في الجزء الأول من القرن الثامن عشر إلى النمط الكلاسيكي الجديد الأكثر رصانة وصقلًا في ستينيات القرن التاسع عشر وما بعده. يجذب قصر بيتي تريانون في الأساس، أستخدام المكعبات ويجلب الاهتمام بفضل واجهاتها الأربعة، حيث أن كل منها مصمم بعناية وفقًا للجزء المقابل للعقار الذي سيواجهه، كما يسود الترتيب الكورنثي، مع وجود عمودين قائمين بذاته وعمودين متشابكين على جانب الحديقة الفرنسية الرسمية، وأعمدة مواجهة لكل من الفناء والمنطقة التي كانت تشغلها دفيئات لويس الخامس عشر. وبإطلالة على الحديقة النباتية السابقة للملك، تُركت الواجهة المتبقية عارية. كما يعوض الاستخدام البارع للدرجات الاختلافات المتعددة في مستوى الموقع المائل للقصر.

## الثورة الفرنسية والجمهورية
في 5 أكتوبر 1789، كانت ماري أنطوانيت في حدائق بيتي تريانون عندما ظهرت على إحدى الصفحات أنباء عن وصول وشيك لحشد مسلح من باريس. مع المغادرة القسرية للعائلة المالكة في اليوم التالي، تم التخلي عن بيتي تريانون تقريبًا، باستثناء البستانيين والموظفين الآخرين الذين استمروا في العيش هناك. أعمال التجديد التي كانت جارية توقفت، مما ترك مبالغ كبيرة مستحقة للبنائين. تم تعيين بستاني الملكة السابق، أنطوان ريتشارد، أمينًا للحدائق ومشتل النباتات في عام 1792 من قبل وزير الداخلية. بعد الإطاحة النهائية بالنظام الملكي في يوليو 1792، تم إرسال جميع الأثاث والأعمال الفنية والأشياء الثمينة الأخرى من بيتي تريانون للمزاد، بموجب مرسوم الاتفاقية المؤرخ 10 يونيو 1793. بدأ المزاد يوم الأحد 25 أغسطس 1793 واستمر حتى 11 أغسطس 1794. كانت العقارات المباعة متفرقة على نطاق واسع. تم طلب أدوات فضية ورصاص ونحاس لاستخدامها في الترسانات. تم تعيين النحات أماي بويشارد في أبريل 1794 لإزالة «شعارات الملكية والإقطاع» من الممتلكات.

## الفترة النابليونية
بعد بضع سنوات من شبه الإهمال، استأنف بيتي تريانون دوره التقليدي عندما منح الإمبراطور الجديد، نابليون، استخدام المبنى لأخته بولين. تم تنفيذ تجديد شامل للأسطح والأنابيب والأرضيات والمداخن. تم إعادة طلاء الغرف الرئيسية وتركيب المرايا لتحل محل تلك التي تم بيعها أو تخريبها. أخيرًا، تم تعليق اللوحات وإنشاء جسر de la Réunion لربط المناطق المفتوحة عبر طريق مجوف.

## مباني مُشتقة
- في الولايات المتحدة،  قصر وحدائق نيمور، في ويلمنجتون ، ديلاوير، هي أكبر حديقة فرنسية رسمية في أمريكا. تم بناؤه بين عامي 1909 و 1935 ، وكان مستوحى من بيتي تريانون إلى حد كبير.

- تم بناء المبنى الذي يُدعى بيتي تريانون، الذي يضم الأكاديمية البرازيلية للآداب في ريو دي جانيرو، على أساس التصميم. تم بناؤه من قبل الحكومة الفرنسية وتم التبرع بها لأكاديمية.
- قصر ثابت باسال، منزل عائلة ريادية إيرانية قبل الثورة. بني في شمال طهران.
- رومانيا لديها بيتي تريانون بالقرب من قصر فلوريستي كانتاكوزينو (فلوريستي).

## روابط خارجية
- الموقع الرسمي
- Ancient Places TV: فيديو عالي الدقة لـ The Queen's Hamlet في Petit Trianon
- PDF من مخطوطة R.Mique ، Recueil des plans du Petit Trianon ، 1786